# Hitoshi Konno
Hitoshi Konno (紺野仁?, Konno Hitoshi; 3 gennaio 1934) è un ex cestista giapponese.

## Carriera
Con il Giappone ha partecipato alle Olimpiadi del 1956, segnando 5 punti in 4 partite.